# Vlado Miloševič
Vlado Miloševič (4 giugno 1968) è un ex calciatore sloveno, di ruolo attaccante.